# Capella Cracoviensis
La Capella Cracoviensis est un ensemble jouant des instruments d'époque et un chœur de chambre polonais de Cracovie,.

## Histoire
Elle a été formée en 1970 par le compositeur, musicologue et chef d'orchestre Stanisław Gałoński (pl) (né en 1936), qui l'a dirigée jusqu'en 2008. Jan Tomasz Adamus lui a alors succédé.

## Répertoire
La Capella Cracoviensis est spécialisée dans la musique ancienne jouée sur instruments d'époque. L'ensemble chante notamment des polyphonies de la Renaissance, chante et/ou joue du baroque polonais, de la musique de chambre classique ainsi que des oratorios de Händel, et des opéras, notamment des œuvres de Mozart, ainsi que des messes de la période classique, jusqu'à la musique du XXe siècle.
Des concerts organisés dans diverses salles de renommée mondiale ont confirmé que la Capella est un des ensembles sur instruments d'époque les plus remarquables de Pologne.
Parmi les invités réguliers, on peut citer Vincent Dumestre (Le Poème Harmonique), Fabio Bonizzoni (La Risonanza), Alessandro Moccia (Orchestre des Champs-Élysées), Andrew Parrott, Matteo Messori, Paul Goodwin ou l'Ensemble Oltremontano, Christophe Rousset (Les Talens Lyriques).

## Enregistrement disponibles
- Saudades de Brazil (Suite de danses pour orchestre).
- Śpiewy dla chwały Bożej
- The Historic Return to Chelm, Capella Cracoviensis, Ida Haendel et Stanisław Gałoński (pl)
- Offertoria et communiones totius anni, 1611
- Muzyka w Starym Krakowie / Musique dans le Vieux Cracovie / Music in Old Cracow / Musik im Alten Krakau, 2004
- Darius Milhaud : Six petites symphonies, trois opéras minutes. Capella Cracoviensis, Karl Anton Rickenbacher (Koch Entertainment)
- Polish Sacred Music : Gaude Mater, 2011
- Bach Rewrite, Piotr Orzechowski, Marcin Masecki, Jan Tomasz Adamus et Capella Cracoviensis (Decca) (2013)
- "Bach Rewrite" (Marcin Masecki, Piotr Orzechowski, conducted by Jan Tomasz Adamus). Decca 2013
- M.-A. Charpentier, Te Deum H.146, J.-B. Lully, Te Deum, Le Poème Harmonique & Capella Cracoviensis, conducted by Vincent Dumestre. CD Alpha 2014.
- "Karłowicz – Serenada 1896". iteratio 2015
- J. S. Bach "Motets" (conducted by Fabio Bonizzoni). Alpha 2015
- G. B. Pergolesi "Adriano in Siria" (Franco Fagioli, Romina Basso, Juan Sancho, conducted by Jan Tomasz Adamus). Decca 2016
- "Chopin Schubert" (Mariusz Klimsiak, conducted by Jan Tomasz Adamus). Avi 2017
- N. Porpora "Germanico in Germania" (Max Emanuel Cenčić, Julia Lezhneva, Juan Sancho, conducted by Jan Tomasz Adamus). Decca 2018
- G. F. Händel "The Seven Deadly Sins" (Juan Sancho, conducted by Jan Tomasz Adamus). Enchiriadis 2018
- "Adam Jarzębski et consortes" (Agnieszka Świątkowska). iteratio 2019
- W. A. Mozart "Requiem" (conducted by Jan Tomasz Adamus). Capella Cracoviensis 2019